# 马里奥·博塔
马里奥·博塔（義大利語：Mario Botta,；1943年4月1日—）是一位瑞士建筑师。

## 生平
1943年出生在瑞士门德里西奥，1964年进入威尼斯建筑大学学习，思维受到勒·柯布西耶, 卡羅·斯卡帕, 路易·卡恩的极大影响。1970年他在瑞士卢加诺创建了自己的工作室。

## 画廊

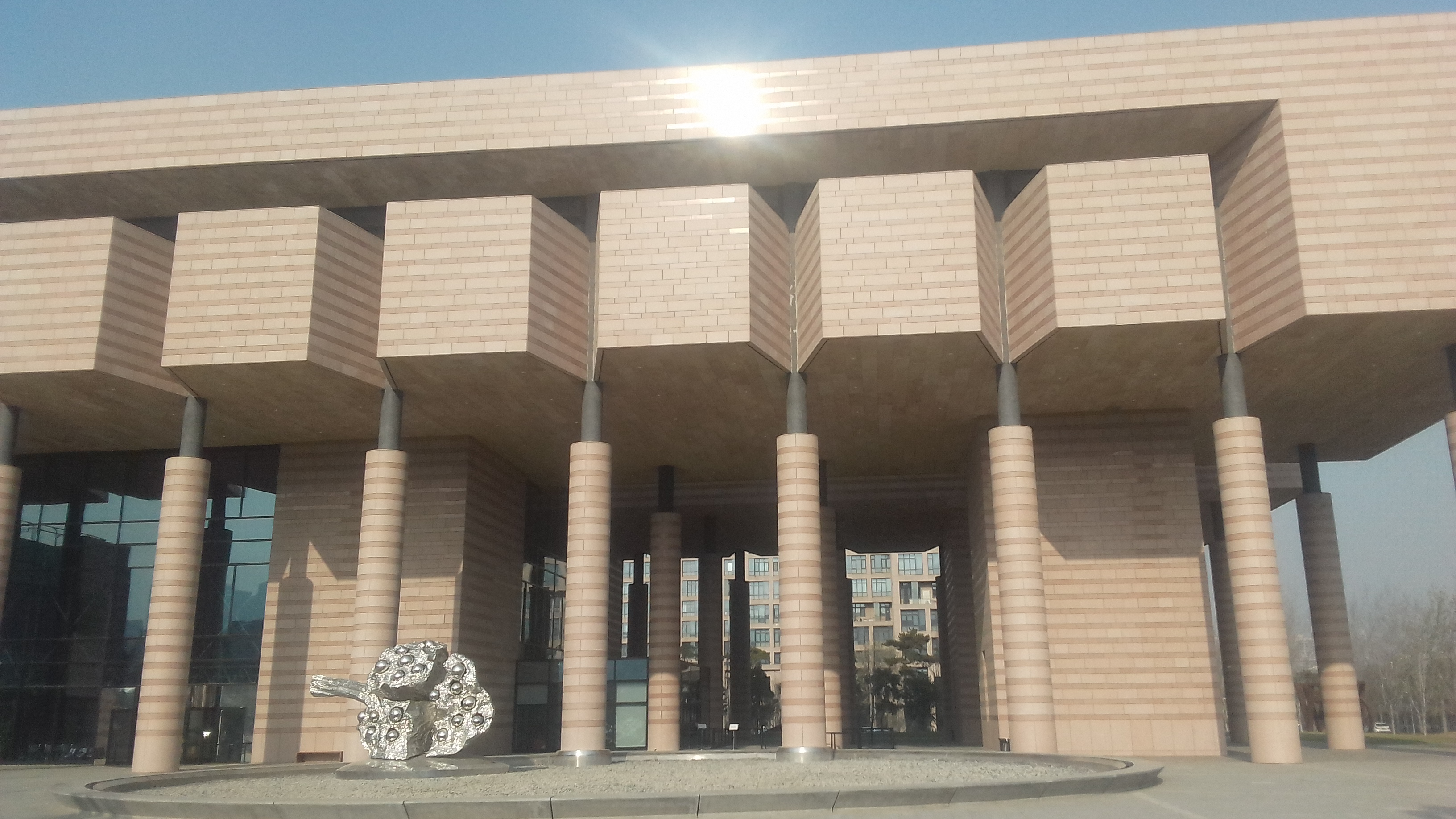
清华大学艺术博物馆，在中国北京
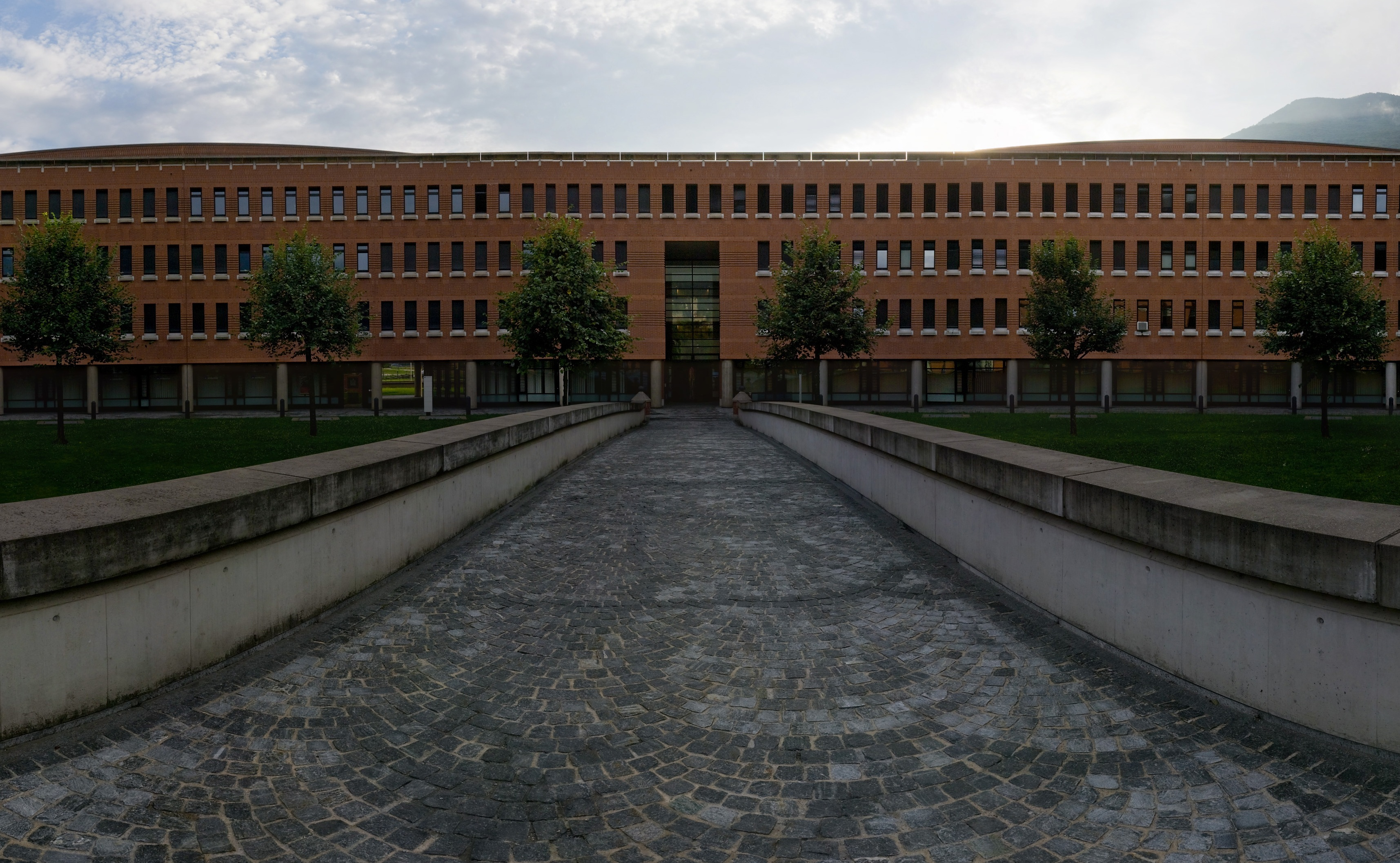
瑞士电信总部，在瑞士贝林佐纳
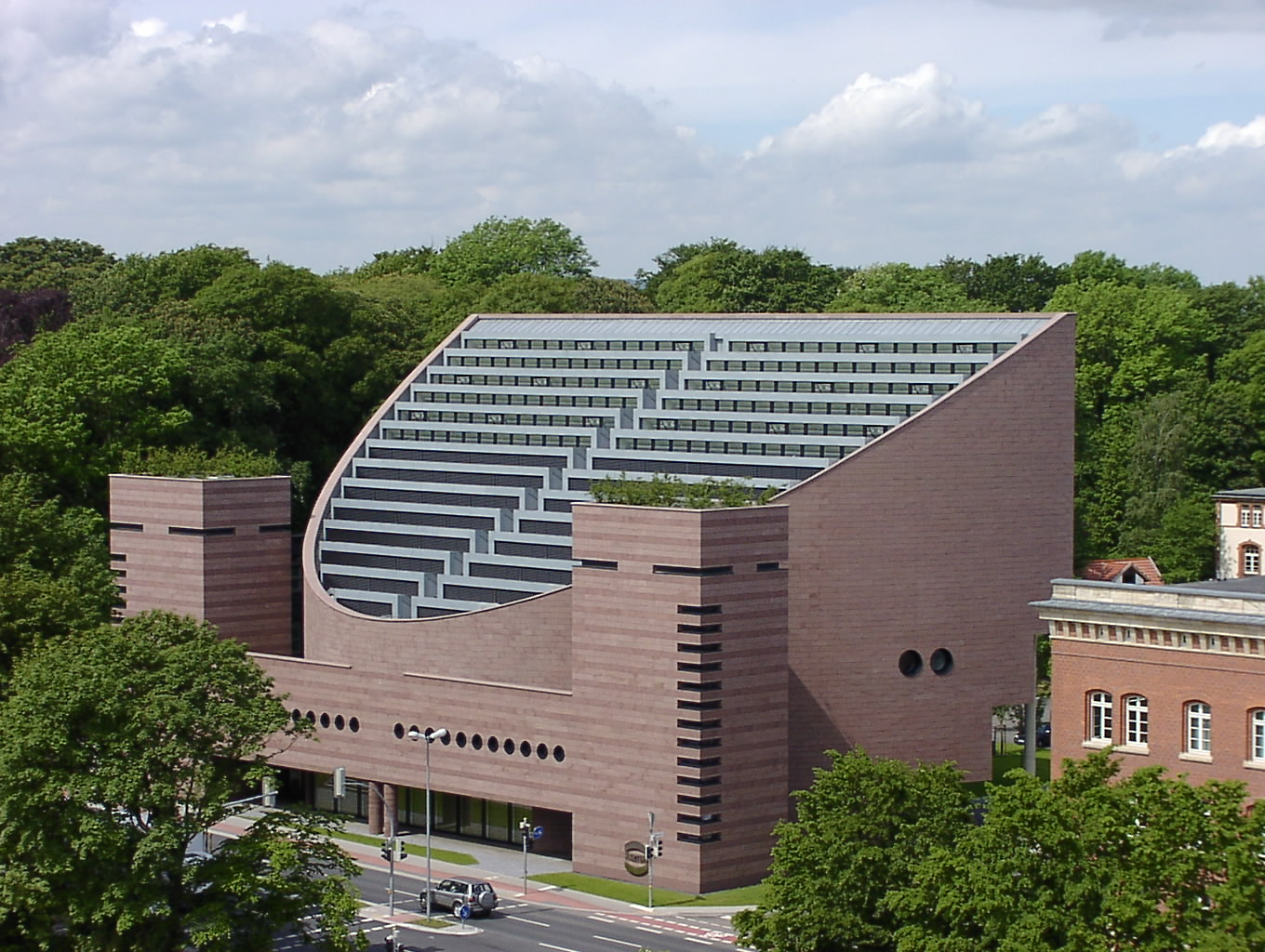
Harting Technologiegruppe（德语：Harting Technologiegruppe）总部，在德国明登
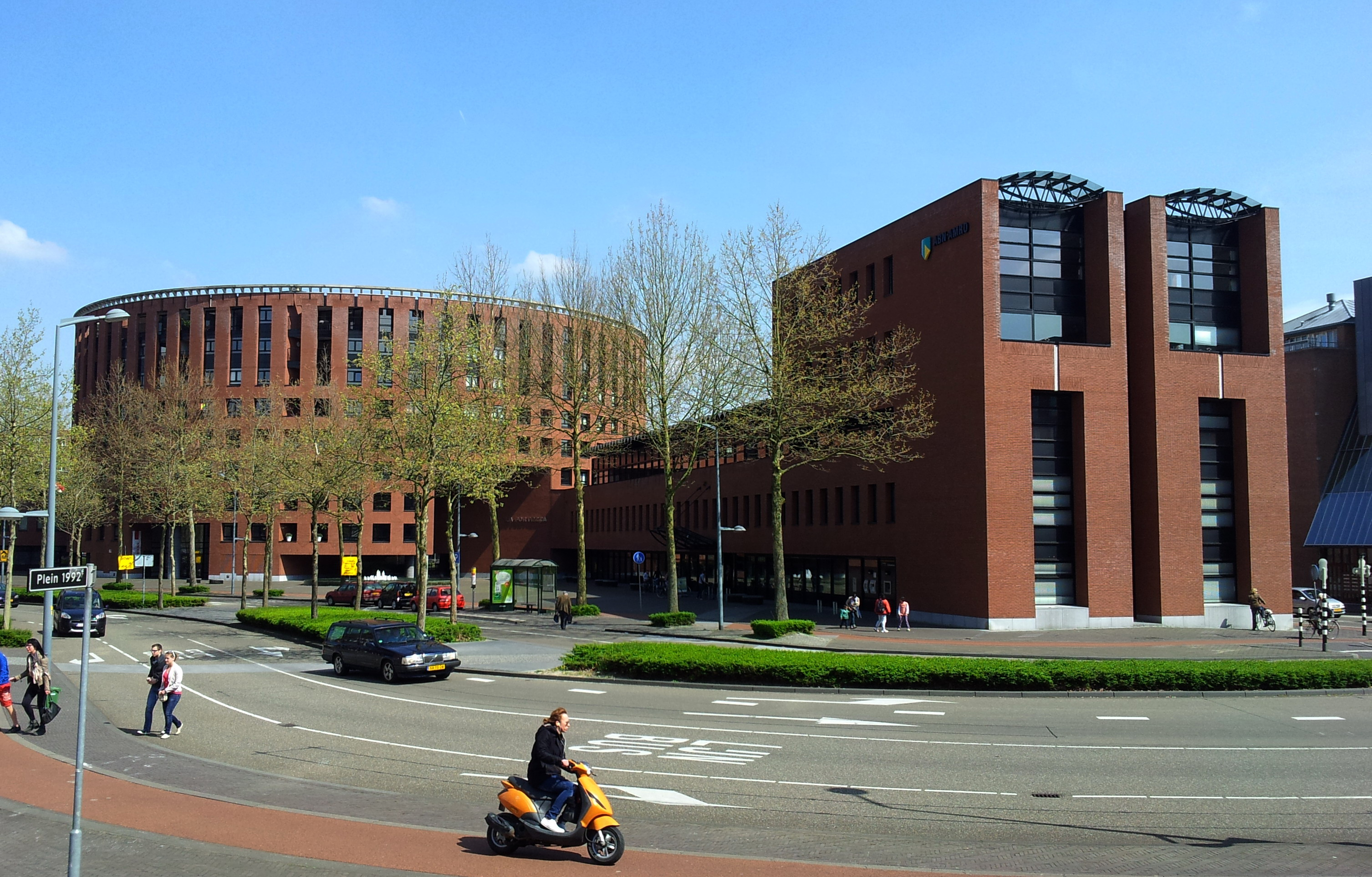
La Fortezza大楼, 在荷兰马斯特里赫特
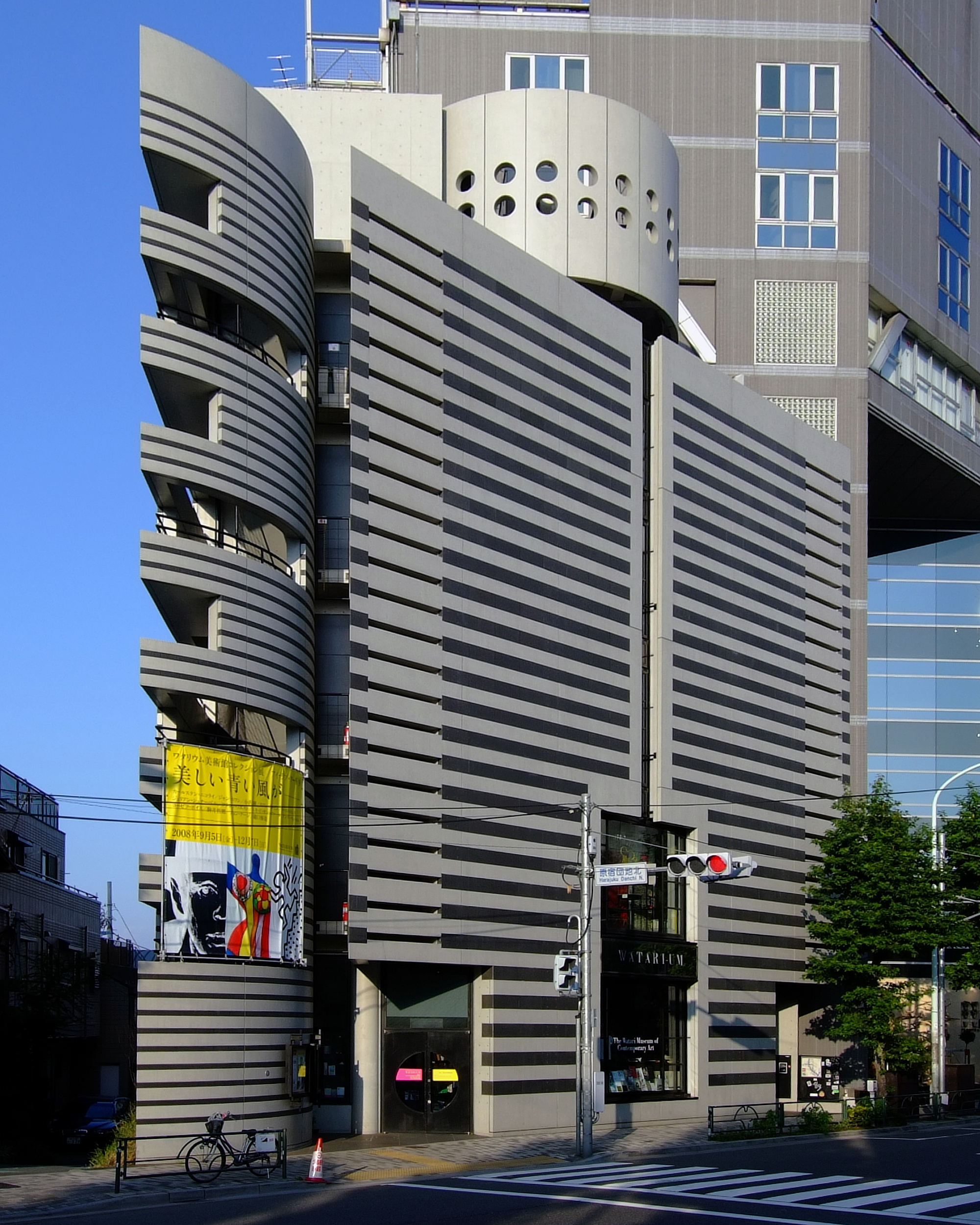
Watari Museum of Contemporary Art，在日本东京涩谷区
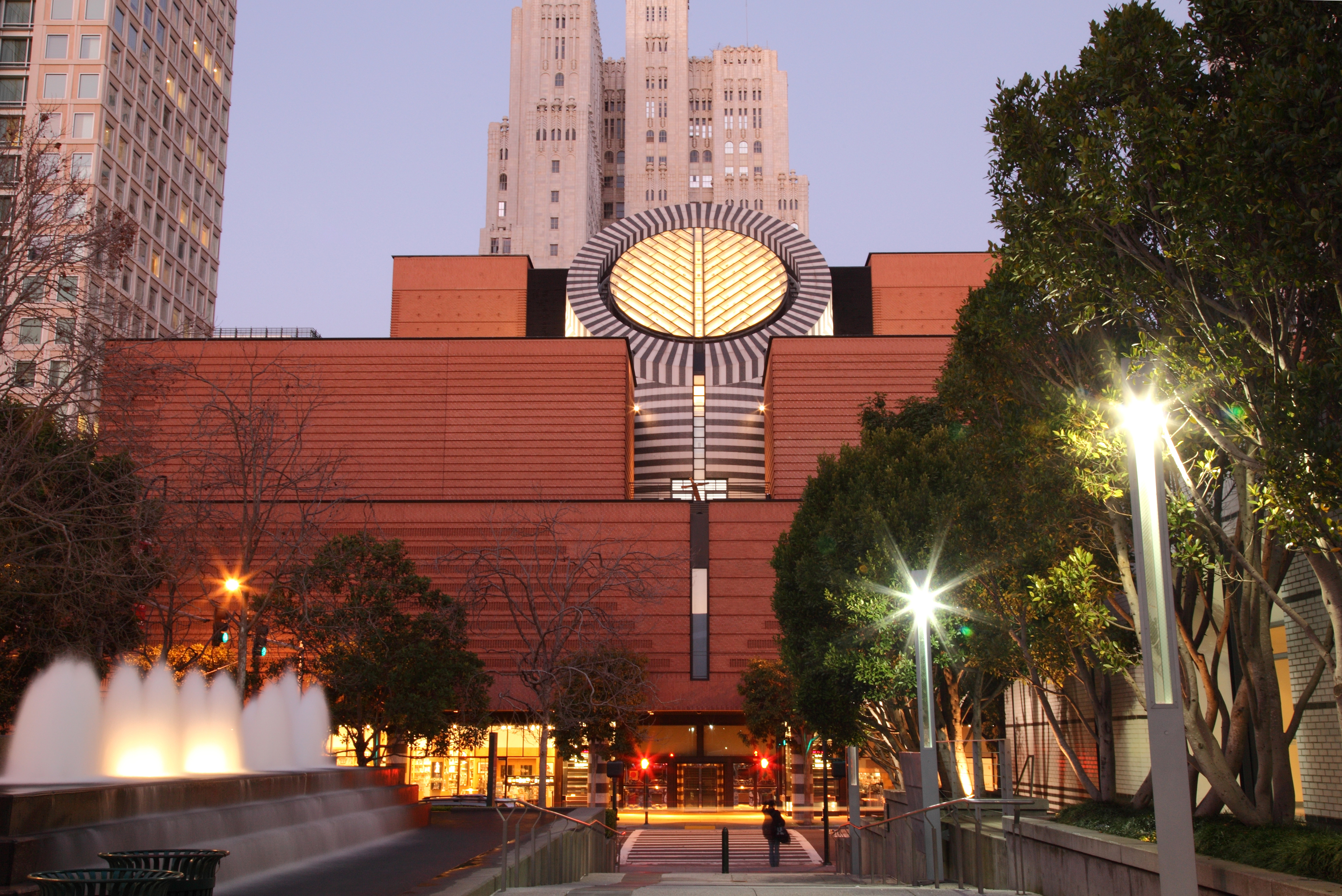
旧金山现代艺术博物馆，在美国旧金山
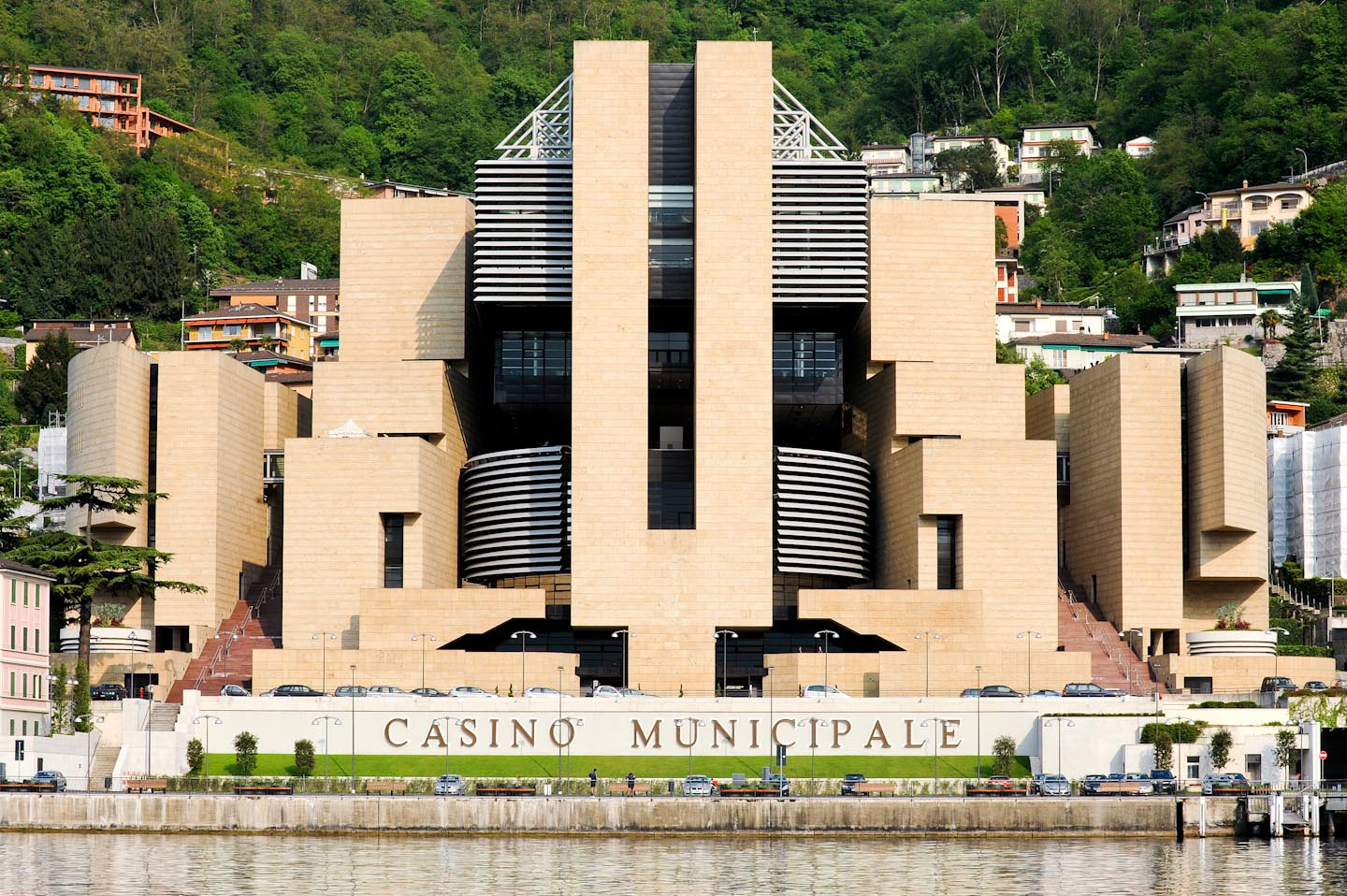
Casinò di Campione，在意大利坎波内
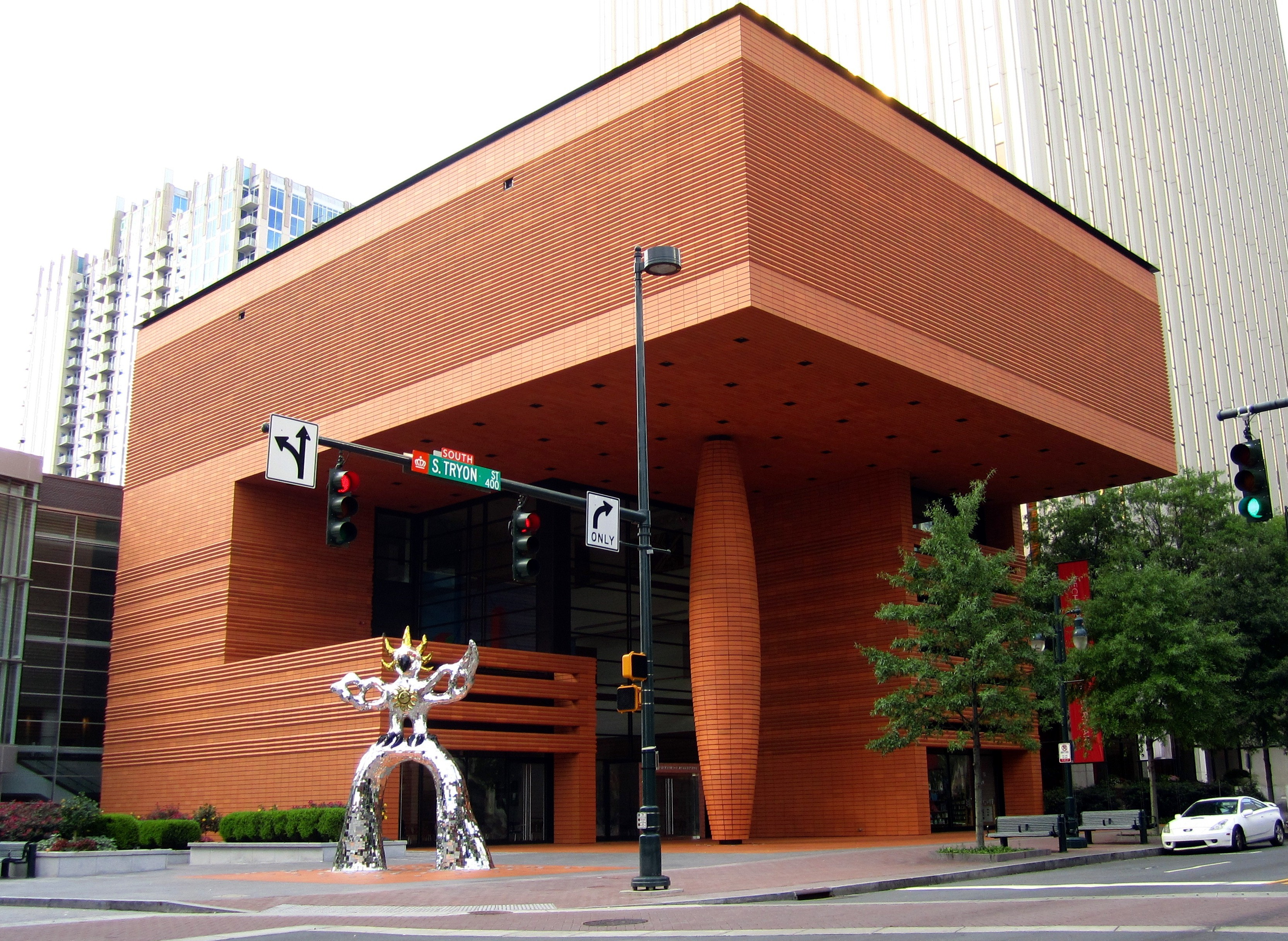
Bechtler Museum of Modern Art，在美国夏洛特 (北卡罗来纳州)
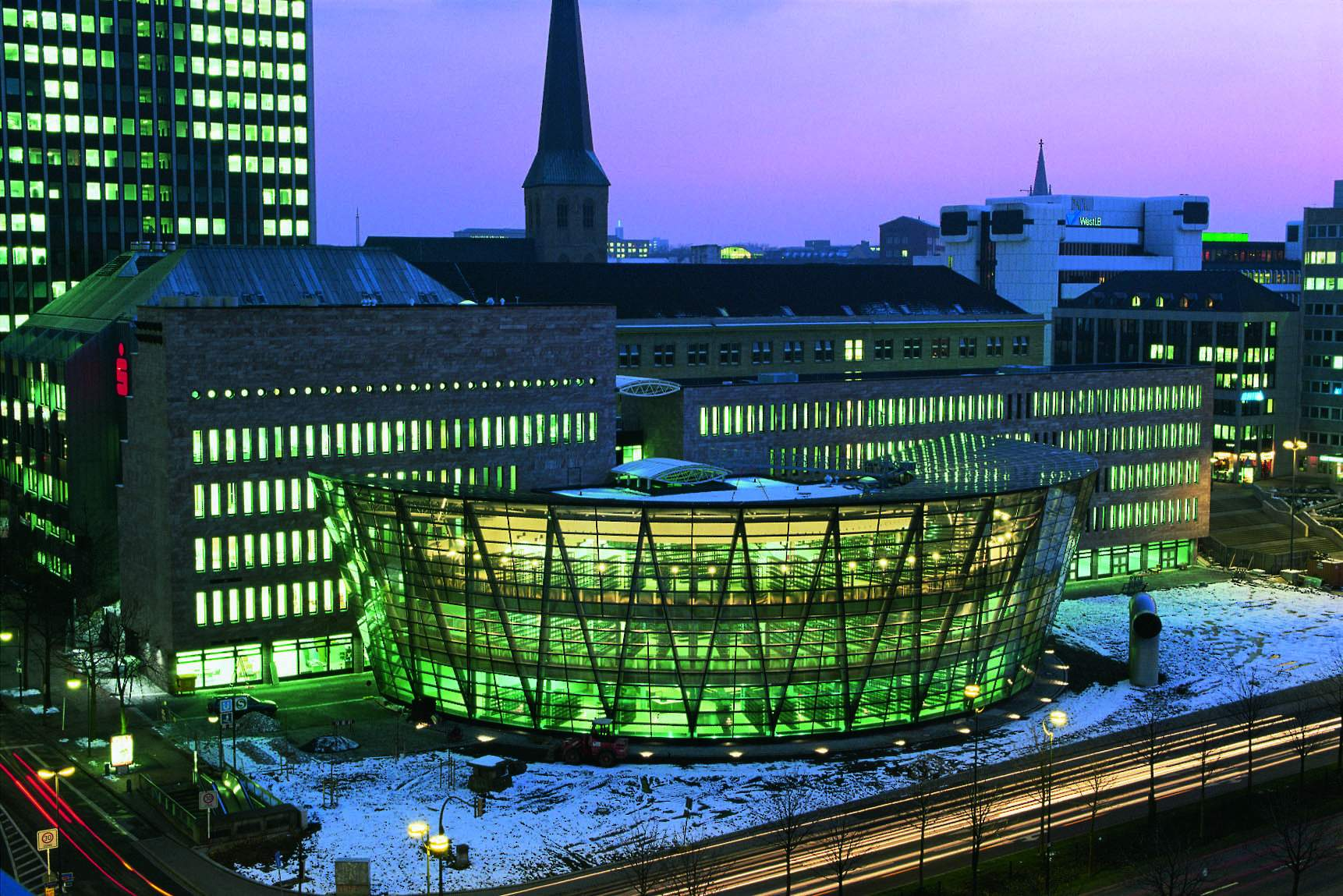
Stadt- und Landesbibliothek（德语：Stadt- und Landesbibliothek Dortmund），在德国多特蒙德